# Quemada
Quemada település Spanyolországban, Burgos tartományban. Quemada Baños de Valdearados, Hontoria de Valdearados, Zazuar, Aranda de Duero és Villanueva de Gumiel községekkel határos. Lakosainak száma 238 fő (2024).

## Népesség
A település népessége az utóbbi években az alábbiak szerint változott:
| Lakosok száma | 246  | 254  | 265  | 263  | 258  | 272  | 235  | 231  | 255  | 238  |
|               | 2001 | 2004 | 2006 | 2009 | 2011 | 2014 | 2016 | 2019 | 2021 | 2024 |